# 拿尼沙體育會
拿尼沙體育會（Athlitiki Enosi Larissa），是希腊拉里萨市的一个足球俱乐部，成立于1964年。该队现参加希腊足球超级联赛。
拿尼沙两次夺得希臘足球盃冠军。

## 荣誉
- 希腊足球超级联赛
  - 冠军：1988
  - 亚军：
- 希腊杯足球赛
  - 冠军：1985, 2007
  - 亚军：1982, 1984